# Жидовецкий, Казимир Михайлович
Казимир Михайлович Жидовецкий (16 апреля 1946, Райхенбах, Саксония — 1 июня 1999, Москва) — советский и российский авиаконструктор, кандидат технических наук (1989).

## Биография
Родился 16 апреля 1946 года в Райхенбахе (Германия). Его отец, выйдя на пенсию, работал в киевской синагоге.
В 1963 году поступил в Московский авиационный институт (МАИ) и уже с 1966 года работал в студенческом конструкторском бюро (СКБ) института. По окончании МАИ в 1969 году продолжил свою деятельность в этом СКБ в должностях инженера, заместителя руководителя, технического руководителя (1969—1982). В период 1982—1999 годов — главный конструктор Отраслевого студенческого конструкторского бюро экспериментального самолётостроения (ОСКБЭС) МАИ.
Жидовецкий — автор ряда изобретений. Под его руководством и при непосредственном участии были созданы 14 типов самолётов.

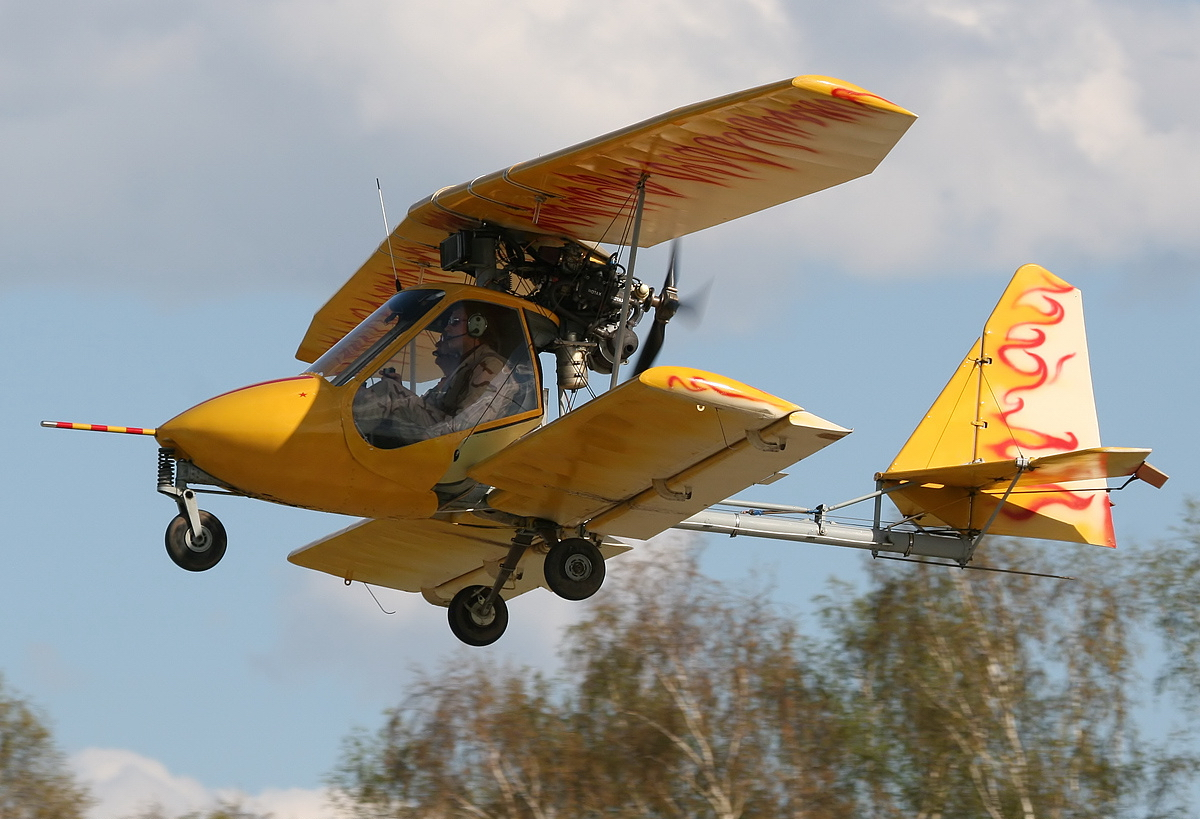
Самолёт «Авиатика-МАИ-90»

Жидовецкий организовал и лично участвовал в проведении работ по проектированию, постройке и испытаниям экспериментальных и серийно выпускавшихся лёгких самолётов, таких как: спортивно-пилотажный самолёт «Квант» (на нём было установлено пять мировых рекордов), дистанционно пилотируемый самолёт «Эльф-Д», малоразмерный дистанционно пилотируемый аппарат ПС-01, акробатический самолёт чемпионатного класса «Авиатика-МАИ-90» («Акробат») и ряд других самолётов.
Самолёты семейства «Авиатика-МАИ-890», включая сельскохозяйственный вариант «Авиатика-МАИ-890СХ» получили сертификаты типа и допущены к эксплуатации в гражданской авиации России.
Казимир Михайлович Жидовецкий умер 1 июня 1999 года в Москве.

## Награды
- Лауреат Государственной премии Российской Федерации в области науки и техники (1999, посмертно, за разработку и внедрение в серийное производство семейства сверхлегких многоцелевых самолётов, совместно со специалистами МАИ — Матвеенко А. М., Горюновым Н. П., Дёминым В. Ю., Фейгенбаумом В. М., Огаджановым П. П. и МАПО «МиГ» — Немовым Г. М., Чуканцевым О. П.; указ Президента России № 1307 от 29.09.1999).
- Лауреат премии имени 25-летия МАИ (1979) — за комплекс работ по созданию экспериментального самолёта «Квант»[5].